# پایگاه آب‌نشین برندی پوند
پایگاه آب‌نشین برندی پوند (به انگلیسی: Brandy Pond Seaplane Base) یک فرودگاه همگانی بهره‌برداری هوایی است که یک باند فرود آب دارد و طول باند آن ۲۱۹۵ متر است. این فرودگاه در کشور ایالات متحده آمریکا قرار دارد و در ارتفاع ۸۱ متری از سطح دریا واقع شده‌است.